# Limotettix varus
Limotettix varus är en insektsart som beskrevs av Ball 1901. Limotettix varus ingår i släktet Limotettix och familjen dvärgstritar. Inga underarter finns listade i Catalogue of Life.